# Guillermo Maripán
Guillermo Alfonso Maripán Loayza (Santiago, 6 de mayo de 1994) es un futbolista chileno que se desempeña como defensa en el Torino F. C. de la Serie A.

## Trayectoria

### Universidad Católica (2012-2017)
Llegó al equipo de la Universidad Católica a los 8 años, donde siempre con su  portento físico deslumbró a sus entrenadores de las fuerzas básicas. Como miembro de los cadetes cruzados, participó de giras a Venezuela, Sudáfrica, Costa Rica, entre otros. Durante 2012 jugó la Copa UC y sumó pasos por la selección chilena Sub-20 en una gira por Europa.
El 15 de agosto de 2012, debutó en el profesionalismo en la Copa Chile contra Audax Italiano en el Estadio Bicentenario de la Florida, ingresando en el minuto 63 por Kevin Harbottle, en un partido en el cual la UC ganó 3-0 en la primera fecha del grupo 4. Días después, el 14 de octubre del mismo año, Guillermo se estrenó como titular, jugando los 90 minutos en el triunfo de su escuadra por 3-2 nuevamente contra Audax Italiano por Copa Chile. Finalmente, el 27 de octubre de 2012 debutaría de forma oficial en el Campeonato Chileno, jugando como titular en el empate 2-2 contra Cobresal, haciendo dupla con el juvenil Jesús Villalobos en el centro de la zaga de la UC.
A mediados de 2014 "El Toqui" logra ingresar oficialmente a la planilla del Plantel Profesional del equipo cruzado. Pero no fue sino hasta 2016 en que lograría consolidarse como titular indiscutido en el equipo de la franja, ganando el Torneo Clausura 2016, la Supercopa de Chile y coronándose bicampeón del fútbol Chileno al ganar el Torneo Apertura 2016. El gran año de Maripán lo llevó a ser considerado por el entrenador Juan Antonio Pizzi para disputar con la Selección de fútbol de Chile la China Cup 2017.

### Deportivo Alavés (2017-2019)
Después de una gran campaña defendiendo los colores de Universidad Católica donde se transformó en pieza clave del equipo, Guillermo comenzó a estar en la órbita de varios clubes en Europa tales como Bayer Leverkusen, Genoa y Alavés. Este último ganaría en la puja y ficharía al defensor para enfrentar una nueva temporada de la Primera División de España. Finalmente, el día 7 de julio de 2017 se hace oficial su llegada al cuadro español Deportivo Alavés.
Hizo su estreno en el conjunto hispano el 20 de septiembre del mismo año, siendo titular y jugando los 90' en la derrota 1 a 0 de su equipo en condición de visita ante Deportivo de La Coruña por la quinta fecha de la Primera División de España 2017-18.
El 17 de febrero de 2019 anotaría su primer gol en el equipo cuando su escuadra se medía frente a Real Betis, Memo se adelantaría al arquero tocando la pelota con el pie enviándola al fondo de las redes marcando el empate. El partido finalmente terminaría 1 a 1 gracias al gol de Guillermo y a una excelente jugada donde sacó el balón de la línea lo que significaba un hipotético 2 a 0 en contra de su escuadra. El 2 de marzo de 2019 anotaría su segundo gol para Alavés, abriendo de cabeza el marcador anotando el 1 - 0 contra Villareal partido que terminaría 2 a 1 a favor del equipo de Memo.
Maripán fue fundamental en este equipo.

### A.S. Monaco (2019-2024)
El 24 de agosto de 2019, el A.S. Monaco hizo oficial su fichaje por un montante de 18 millones de euros y cinco años de contrato. Su segunda temporada en el equipo monegasco le consolidó como uno de los mejores jugadores de las grandes ligas: fue designado por el Observatorio de Fútbol CIES el mejor chileno de la temporada, y además fue el defensa central que más goles marcó. Guillermo Maripán firmó su mejor temporada goleadora en el curso 2020-21, convirtiéndose en uno de los centrales que más goles marcó, y además mejoró cinco aspectos clave en su juego que evidenciaron su crecimiento deportivo. En dicha temporada, Maripán se consolidó como una de las estrellas de la Ligue1, y además de su rendimiento y sus registros goleadores, fue designado el mejor pasador latinoamericano de las grandes ligas, con un porcentaje de acierto del 90,2% que le permitió ser considerado el Rey del pase en Europa.
En el inicio de la temporada 2022-23, Guillermo Maripán celebró sus 100 partidos oficiales con el Mónaco, en los que anotó 11 goles, dio 2 asistencias y fue titular en 87 ocasiones. Además, gracias a su gol en ese encuentro ante el Olympique de Lyon, que le permitió formar parte del once de la jornada de L’Equipe, se convirtió en el central más goleador y con más aportación ofensiva en el comienzo de las grandes ligas con tres goles y dos asistencias.
Convertido en uno de los líderes del equipo y en uno de sus capitanes, Guillermo Maripán renovó con el Mónaco hasta 2025. En una de sus primeras comparecencias tras su renovación, aseguró que su deseo es convertirse en un ejemplo a seguir para las nuevas generaciones de futbolistas, en especial los chilenos.
Además de convertirse en capitán del Mónaco, Guillermo Maripán logró una gesta para su país: se convirtió en el chileno que más partidos ha disputado en la historia de la Ligue1. Del mismo modo, amplió su leyenda en el club y en el campeonato francés al alcanzar los 150 partidos oficiales. Una cifra que le permite formar parte del Top 100 del equipo y superar a un mito del fútbol como George Weah.

### Torino FC (2024-presente)
En agosto de 2024 decide dar el salto a un histórico de la Serie A como el Torino FC.

## Selección nacional
Tras sus buenas actuaciones en la Universidad Católica, lo que le valió ser traspasado al Deportivo Alavés de España, Pizzi lo nominó en la pre-nómina de la Copa FIFA Confederaciones 2017 celebrada en Rusia. Jugó un partido amistoso previo a la Confederaciones el 2 de junio frente a Burkina Faso en el Nacional, jugando de titular los 90 minutos. Finalmente, Maripán no formó parte del plantel que jugó la Copa FIFA Confederaciones 2017.
El 31 de mayo de 2018, Maripán anotó su primer gol por la Selección Chilena (en 6 partidos) en la derrota por 3-2 frente a Rumanía en el Sportzentrum Graz-Weinzödl de Graz, Austria. Anotó de cabeza el 1-1 parcial tras un tiro libre de Diego Valdés al minuto 30. Jugo de titular los 90' afirmándose poco a poco durante el transcurso del partido yendo de menos a más, tuvo complicidad en el segundo gol de Rumanía tras perder una pelota, el 4 de junio del mismo año Maripán volvió a convertir por Chile esta vez en el triunfo por 1-0 sobre Serbia en el Stadion Graz-Liebenau en Austria, de cabeza tras un centro de Martín Rodríguez además de esto el Memo se convirtió en el primer defensa chileno que anota goles en dos partidos seguidos por primera vez en 108 años.
Luego, volvió a ser convocado por el técnico Reinaldo Rueda para los amistosos de septiembre el 7 y el 11, ante Corea del Sur y Japón, donde no se jugaría ante el equipo nipón al haber cancelado el partido. Sin embargo, se jugó el partido ante Corea del Sur donde Maripán fue titular, y Chile empató 0-0, con un regular partido de Maripán, al haber reaccionado bien en la marca pero no estuvo a la altura en los pases a ras del suelo. La China Cup 2017 fue el primer acercamiento al equipo que dirigía Juan Antonio Pizzi; debutó en la selección nacional el 11 de enero de 2017, cuando jugó en el partido frente a Croacia. Chile terminó ganando el partido en tanda de penales por 4:1, clasificando así a la final de la China Cup 2017. Maripán  jugó de titular los 90 minutos haciendo dupla con Paulo Díaz.
El 15 de enero jugó la final contra Islandia, que Chile terminó 1:0 y se coronó campeón de la China Cup. Jugó los 180 minutos de los dos partidos de Chile en la China Cup 2017 y asomó como posible recambio para la selección chilena.

### Copas América

#### Copa América 2019
Tras las constantes nóminas hechas por Reinaldo Rueda a Maripán, y por su buen rendimiento, fue nominado por él a la Copa América 2019 que se disputó en Brasil. Jugó el amistoso previo a la copa, ante Haití en La Serena, el 6 de junio, teniendo un rendimiento regular siendo regateado constantemente por los haitianos y errando en la marca al haitiano Pierrot Frantzdy, quien anotó el gol haitiano con el cual Haití comenzó ganando hasta el entretiempo. Salió en el entretiempo por Paulo Díaz. Chile lo remontó y ganó 2-1, dejando a Maripán al margen en el equipo titular.
Chile debutó en la copa ante Japón donde Maripán jugó de titular y falló constantemente pero estuvo bien en la marca y en el juego aéreo. Chile ganó 4-0 aquel partido. Luego, ante Ecuador volvió a ser titular y jugó mejor, donde Chile ganó por 2-1 clasificándose a cuartos de final. En el último partido de la fase de grupos contra Uruguay con Chile ya clasificado, Maripán jugó como central por la izquierda, dejando a Gary Medel por el centro y a Gonzalo Jara por la derecha. Maripán jugó un buen partido, pero Chile cayó por 1-0 y quedó segundo del grupo con 6 puntos por debajo de Uruguay con 7 puntos.

En cuartos de final, Chile se enfrentó a Colombia, donde Maripán fue una de las figuras de su equipo, con una actuación que fue de las mejores de su carrera por La Roja. Chile tras un empate 0-0 en los 90 minutos, pasó a las semifinales al ganar 5-4 en penales. En semifinales ante Perú Maripán ya afianzado como titular no jugó bien como el resto del equipo y Chile cayó por 0-3 siendo eliminados en semifinales.

#### Copa América 2021
Tras su exitosa temporada 2020-21 con el Mónaco, donde fue considerado uno de los mejores centrales internacionales, Guillermo Maripán afrontó la Copa América 2021. En ella, Maripán protagonizó una de las jugadas del torneo tras realizar una finta a Leo Messi que dio la vuelta al mundo.

#### Copa América 2024
Fue Nominado por Ricardo Gareca Para Disputar la Copa América 2024

### Clasificatorias

#### Clasificatorias Catar 2022
Su debut en las clasificatorias fue el 13 de noviembre de 2020 de titular en la victoria ante Perú por 2-0, luego fue titular en la primera derrota en condición de visitante ante Venezuela por 2-1, siendo responsable del primer gol, donde Maripán fue amonestado tras cometer una mano luego de resbalarse.
El 3 de junio de 2021 fue nuevamente titular en el empate ante Argentina en Santiago del Estero por 1-1 siendo la tercera vez que La Roja consigue un empate en condición de visitante en la historia de las clasificatorias frente a La Albiceleste, sin embargo Maripán nuevamente sería responsable del resultado tras cometer una falta a Lautaro Martínez en el área, lo cual significó penal a favor de Argentina, siendo anotado por Lionel Messi.
El 8 de junio de 2021 Chile jugó de local ante Bolivia, en donde La Roja fue muy superior frente a los altiplánicos, pero tras 8 disparos al arco en el primer tiempo, la selección no pudo anotar hasta el minuto 70' gracias a un gol de cabeza de Erick Pulgar, no obstante en el minuto 81', se decretó penal a favor de los bolivianos por una mano del mismo Maripán en el área, siendo anotado por Marcelo Martins, el partido terminó en un empate de 1-1, algo que no sucedía desde 2001. Tras el partido, Maripán fue fuertemente criticado en redes sociales, no solamente por provocar el empate ante Bolivia, sino también por sus errores que costaron puntos en los 2 partidos anteriores.
El 2 de septiembre de 2021 fue amonestado en la derrota por 0-1 de local ante Brasil luego de un altercado con Neymar al finalizar el partido, perdiéndose el duelo de visita ante Ecuador por acumulación de tarjetas.
Maripán volvió en la visita del 13 de octubre de 2021 ante Perú en la derrota por 2-0, teniendo un bajísimo partido junto con el resto del equipo, siendo nuevamente amonestado, el día 10 de octubre de 2021 fue titular en la victoria por 2-0 ante Paraguay teniendo un buen partido, luego jugó en las victorias por 3-0 ante Venezuela y 0-1 ante Paraguay jugando La Roja de local y de visitante respectivamente, pero el 16 de noviembre de 2021 Chile perdió por primera vez de local en la historia de las eliminatorias ante Ecuador por 0-2, Chile tuvo un pésimo partido, en donde se quedó con 10 jugadores tras la expulsión de Arturo Vidal al minuto 13', sumado a las lesiones de Eugenio Mena, Francisco Sierralta y Alexis Sánchez, este último siendo reemplazado al minuto 36' por Jean Meneses.
Su último partido en las clasificatorias fue el 27 de enero de 2022 en la derrota en Calama ante Argentina por 1-2, nuevamente sería blanco de críticas por su nivel, incluso fue amonestado, perdiéndose la victoria de visita por 2-3 ante Bolivia, después de eso no fue nominado en la fecha doble final ante Brasil y Uruguay, en donde Chile quedó eliminado tras la derrota en la última fecha de local ante La Celeste por 0-2 junto con la victoria de Perú ante Paraguay por 2-0 que aseguró el repechaje.
Maripán disputó 11 partidos de las Clasificatorias Catar 2022, todos de titular, estando 990 minutos en cancha y siendo uno de los más cuestionados de La Roja.

#### Participaciones en Copa América
| Copa              | Sede           | Resultado        | Partidos | Goles |
| ----------------- | -------------- | ---------------- | -------- | ----- |
| Copa América 2019 | Brasil         | Cuarto lugar     | 6        | 0     |
| Copa América 2021 | Brasil         | Cuartos de final | 3        | 0     |
| Copa América 2024 | Estados Unidos | Fase de grupos   | 1        | 0     |

#### Participaciones en Clasificatorias a Copas del Mundo
| Eliminatorias                   | Sede       | Resultado | Posición | Partidos | Goles | Asis. |
| ------------------------------- | ---------- | --------- | -------- | -------- | ----- | ----- |
| Eliminatorias Rusia 2018        | Sudamérica | Eliminado | 6° lugar | 0        | 0     | 0     |
| Eliminatorias Catar 2022        | Sudamérica | Eliminado | 7° lugar | 11       | 0     | 0     |
| Eliminatorias Norteamérica 2026 | Sudamérica | Eliminado |          | 9        | 0     | 0     |
| Total                           | Total      | Total     | Total    | 20       | 0     | 0     |

### Partidos internacionales
Actualizado hasta el 19 de noviembre de 2024.
| Partidos internacionales | Partidos internacionales | Partidos internacionales                                        | Partidos internacionales | Partidos internacionales | Partidos internacionales | Partidos internacionales | Partidos internacionales            |
| N.º                      | Fecha                    | Estadio                                                         | Local                    | Resultado                | Visitante                | Goles                    | Competición                         |
| ------------------------ | ------------------------ | --------------------------------------------------------------- | ------------------------ | ------------------------ | ------------------------ | ------------------------ | ----------------------------------- |
| 1                        | 11 de enero de 2017      | Guangxi Sports Center, Nanning, China                           | Chile                    | 1-1 4-1p                 | Croacia                  |                          | China Cup 2017                      |
| 2                        | 15 de enero de 2017      | Guangxi Sports Center, Nanning, China                           | Islandia                 | 0-1                      | Chile                    |                          | China Cup 2017                      |
| 3                        | 2 de junio de 2017       | Estadio Nacional Julio Martínez Prádanos, Santiago, Chile       | Chile                    | 3-0                      | Burkina Faso             |                          | Amistoso                            |
| 4                        | 24 de marzo de 2018      | Friends Arena, Estocolmo, Suecia                                | Suecia                   | 1-2                      | Chile                    |                          | Amistoso                            |
| 5                        | 27 de marzo de 2018      | Aalborg Portland Park, Aalborg, Dinamarca                       | Dinamarca                | 0-0                      | Chile                    |                          | Amistoso                            |
| 6                        | 31 de mayo de 2018       | Sportzentrum Graz-Weinzödl, Graz, Austria                       | Rumania                  | 3-2                      | Chile                    |                          | Amistoso                            |
| 7                        | 4 de junio de 2018       | Stadion Graz-Liebenau, Graz, Austria                            | Serbia                   | 0-1                      | Chile                    |                          | Amistoso                            |
| 8                        | 8 de junio de 2018       | INEA Stadion, Poznań, Polonia                                   | Polonia                  | 2-2                      | Chile                    |                          | Amistoso                            |
| 9                        | 11 de septiembre de 2018 | Suwon World Cup Stadium, Suwon, Corea del Sur                   | Corea del Sur            | 0-0                      | Chile                    |                          | Amistoso                            |
| 10                       | 12 de octubre de 2018    | Hard Rock Stadium, Miami, Estados Unidos                        | Perú                     | 3-0                      | Chile                    |                          | Amistoso                            |
| 11                       | 16 de octubre de 2018    | Estadio La Corregidora, Querétaro, México                       | México                   | 0-1                      | Chile                    |                          | Amistoso                            |
| 12                       | 16 de noviembre de 2018  | Estadio El Teniente, Rancagua, Chile                            | Chile                    | 2-3                      | Costa Rica               |                          | Amistoso                            |
| 13                       | 20 de noviembre de 2018  | Estadio Germán Becker, Temuco, Chile                            | Chile                    | 4-1                      | Honduras                 |                          | Amistoso                            |
| 14                       | 22 de marzo de 2019      | SDCCU Stadium, San Diego, Estados Unidos                        | México                   | 3-1                      | Chile                    |                          | Amistoso                            |
| 15                       | 26 de marzo de 2019      | BBVA Compass Stadium, Houston, Estados Unidos                   | Estados Unidos           | 1-1                      | Chile                    |                          | Amistoso                            |
| 16                       | 6 de junio de 2019       | Estadio La Portada, La Serena, Chile                            | Chile                    | 2-1                      | Haití                    |                          | Amistoso                            |
| 17                       | 17 de junio de 2019      | Estadio Morumbi, São Paulo, Brasil                              | Japón                    | 0-4                      | Chile                    |                          | Copa América 2019                   |
| 18                       | 21 de junio de 2019      | Arena Fonte Nova, Salvador, Brasil                              | Ecuador                  | 1-2                      | Chile                    |                          | Copa América 2019                   |
| 19                       | 24 de junio de 2019      | Estadio Maracaná, Río de Janeiro, Brasil                        | Chile                    | 0-1                      | Uruguay                  |                          | Copa América 2019                   |
| 20                       | 28 de junio de 2019      | Arena Corinthians, São Paulo, Brasil                            | Colombia                 | 0-0 4-5p                 | Chile                    |                          | Copa América 2019                   |
| 21                       | 3 de julio de 2019       | Arena do Grêmio, Porto Alegre, Brasil                           | Chile                    | 0-3                      | Perú                     |                          | Copa América 2019                   |
| 22                       | 6 de julio de 2019       | Arena Corinthians, São Paulo, Brasil                            | Argentina                | 2-1                      | Chile                    |                          | Copa América 2019                   |
| 23                       | 12 de octubre de 2019    | Estadio José Rico Pérez, Alicante, España                       | Colombia                 | 0-0                      | Chile                    |                          | Amistoso                            |
| 24                       | 15 de octubre de 2019    | Estadio José Rico Pérez, Alicante, España                       | Chile                    | 3-2                      | Guinea                   |                          | Amistoso                            |
| 25                       | 13 de noviembre de 2020  | Estadio Nacional Julio Martínez Prádanos, Santiago, Chile       | Chile                    | 2-1                      | Perú                     |                          | Clasificatorias a Catar 2022        |
| 26                       | 17 de noviembre de 2020  | Estadio Olímpico de la UCV, Caracas, Venezuela                  | Venezuela                | 2-1                      | Chile                    |                          | Clasificatorias a Catar 2022        |
| 27                       | 3 de junio de 2021       | Estadio Único Madre de Ciudades, Santiago del Estero, Argentina | Argentina                | 1-1                      | Chile                    |                          | Clasificatorias a Catar 2022        |
| 28                       | 8 de junio de 2021       | Estadio San Carlos de Apoquindo, Santiago, Chile                | Chile                    | 1-1                      | Bolivia                  |                          | Clasificatorias a Catar 2022        |
| 29                       | 14 de junio de 2021      | Estadio Nilton Santos, Río de Janeiro, Brasil                   | Argentina                | 1-1                      | Chile                    |                          | Copa América 2021                   |
| 30                       | 18 de junio de 2021      | Arena Pantanal, Cuiabá, Brasil                                  | Chile                    | 1-0                      | Bolivia                  |                          | Copa América 2021                   |
| 31                       | 21 de junio de 2021      | Arena Pantanal, Cuiabá, Brasil                                  | Uruguay                  | 1-1                      | Chile                    |                          | Copa América 2021                   |
| 32                       | 2 de septiembre de 2021  | Estadio Monumental (Chile), Santiago, Chile                     | Chile                    | 0-1                      | Brasil                   |                          | Clasificatorias a Catar 2022        |
| 33                       | 7 de octubre de 2021     | Estadio Nacional, Lima, Perú                                    | Perú                     | 2-0                      | Chile                    |                          | Clasificatorias a Catar 2022        |
| 34                       | 10 de octubre de 2021    | Estadio San Carlos de Apoquindo, Santiago, Chile                | Chile                    | 2-0                      | Paraguay                 |                          | Clasificatorias a Catar 2022        |
| 35                       | 14 de octubre de 2021    | Estadio San Carlos de Apoquindo, Santiago, Chile                | Chile                    | 3-0                      | Venezuela                |                          | Clasificatorias a Catar 2022        |
| 36                       | 11 de noviembre de 2021  | Estadio Defensores del Chaco, Asunción, Paraguay                | Paraguay                 | 0-1                      | Chile                    |                          | Clasificatorias a Catar 2022        |
| 37                       | 16 de noviembre de 2021  | Estadio San Carlos de Apoquindo, Santiago, Chile                | Chile                    | 0-2                      | Ecuador                  |                          | Clasificatorias a Catar 2022        |
| 38                       | 27 de enero de 2022      | Estadio Zorros del Desierto, Calama, Chile                      | Chile                    | 1-2                      | Argentina                |                          | Clasificatorias a Catar 2022        |
| 39                       | 16 de noviembre de 2022  | Estadio del Ejército Polaco, Varsovia, Polonia                  | Polonia                  | 1-0                      | Chile                    |                          | Amistoso                            |
| 40                       | 20 de noviembre de 2022  | Tehelné pole, Bratislava, Eslovaquia                            | Eslovaquia               | 0-0                      | Chile                    |                          | Amistoso                            |
| 41                       | 27 de marzo de 2023      | Estadio Monumental, Santiago, Chile                             | Chile                    | 3-2                      | Paraguay                 |                          | Amistoso                            |
| 42                       | 20 de junio de 2023      | Estadio Ramón Aguilera Costas, Santa Cruz de la Sierra, Bolivia | Bolivia                  | 0-0                      | Chile                    |                          | Amistoso                            |
| 43                       | 8 de septiembre de 2023  | Estadio Centenario, Montevideo, Uruguay                         | Uruguay                  | 3-1                      | Chile                    |                          | Clasificatorias a Norteamérica 2026 |
| 44                       | 12 de septiembre de 2023 | Estadio Monumental, Santiago, Chile                             | Chile                    | 0-0                      | Colombia                 |                          | Clasificatorias a Norteamérica 2026 |
| 45                       | 12 de octubre de 2023    | Estadio Monumental, Santiago, Chile                             | Chile                    | 2-0                      | Perú                     |                          | Clasificatorias a Norteamérica 2026 |
| 46                       | 16 de noviembre de 2023  | Estadio Monumental, Santiago, Chile                             | Chile                    | 0-0                      | Paraguay                 |                          | Clasificatorias a Norteamérica 2026 |
| 47                       | 21 de noviembre de 2023  | Estadio Rodrigo Paz Delgado, Quito, Ecuador                     | Ecuador                  | 1-0                      | Chile                    |                          | Clasificatorias a Norteamérica 2026 |
| 48                       | 29 de junio de 2024      | Inter&Co Stadium, Orlando, Estados Unidos                       | Canadá                   | 0-0                      | Chile                    |                          | Clasificatorias a Norteamérica 2026 |
| 49                       | 10 de octubre de 2024    | Estadio Nacional Julio Martínez Prádanos, Santiago, Chile       | Chile                    | 1-2                      | Brasil                   |                          | Clasificatorias a Norteamérica 2026 |
| 50                       | 15 de octubre de 2024    | Estadio Metropolitano Roberto Meléndez, Barranquilla, Colombia  | Colombia                 | 4-0                      | Chile                    |                          | Clasificatorias a Norteamérica 2026 |
| 51                       | 15 de noviembre de 2024  | Estadio Monumental, Lima, Perú                                  | Perú                     | 0-0                      | Chile\| \|               |                          | Clasificatorias a Norteamérica 2026 |
| 52                       | 19 de noviembre de 2024  | Estadio Nacional Julio Martínez Prádanos, Santiago, Chile       | Chile                    | 4-2                      | Venezuela                |                          |                                     |
| Total                    | Total                    | Total                                                           | Presencias               | 52                       | Goles                    | 2                        |                                     |

| Selección chilena | Selección chilena | Selección chilena |
| Año               | Partidos          | Goles             |
| ----------------- | ----------------- | ----------------- |
| 2017              | 3                 | 0                 |
| 2018              | 10                | 2                 |
| 2019              | 11                | 0                 |
| 2020              | 2                 | 0                 |
| 2021              | 11                | 0                 |
| 2022              | 3                 | 0                 |
| 2023              | 7                 | 0                 |
| 2024              | 5                 | 0                 |
| Total             | 52                | 2                 |

### Goles con la selección
Actualizado hasta el 4 de junio de 2018.
| 1 | 31 de mayo de 2018 | Sportzentrum Graz-Weinzödl, Graz, Austria | Rumania | 1 – 1 | 3 – 2 | Amistoso |
| 2 | 4 de junio de 2018 | Stadion Graz-Liebenau, Graz, Austria      | Serbia  | 0 – 1 | 0 – 1 | Amistoso |

## Estadísticas

### Clubes
Actualizado al último partido disputado el 5 de junio de 2025.
| Club                         | Div.          | Temporada     | Liga  | Liga  | Copas nacionales | Copas nacionales | Copas internacionales | Copas internacionales | Total | Total |
| Club                         | Div.          | Temporada     | Part. | Goles | Part.            | Goles            | Part.                 | Goles                 | Part. | Goles |
| ---------------------------- | ------------- | ------------- | ----- | ----- | ---------------- | ---------------- | --------------------- | --------------------- | ----- | ----- |
| Universidad Católica · Chile | 1.ª           | 2012          | 1     | 0     | 5                | 0                | —                     | —                     | 6     | 0     |
| Universidad Católica · Chile | 1.ª           | 2013          | 0     | 0     | 0                | 0                | —                     | —                     | 0     | 0     |
| Universidad Católica · Chile | 1.ª           | 2013-14       | 0     | 0     | 1                | 0                | —                     | —                     | 1     | 0     |
| Universidad Católica · Chile | 1.ª           | 2014-15       | 5     | 0     | 6                | 0                | —                     | —                     | 11    | 0     |
| Universidad Católica · Chile | 1.ª           | 2015-16       | 27    | 2     | 6                | 0                | 4                     | 0                     | 37    | 2     |
| Universidad Católica · Chile | 1.ª           | 2016-17       | 26    | 1     | 6                | 0                | 6                     | 0                     | 38    | 1     |
| Universidad Católica · Chile | Total club    | Total club    | 59    | 3     | 24               | 0                | 10                    | 0                     | 93    | 3     |
| Deportivo Alavés · España    | 1.ª           | 2017-18       | 19    | 0     | 3                | 0                | —                     | —                     | 22    | 0     |
| Deportivo Alavés · España    | 1.ª           | 2018-19       | 23    | 2     | 2                | 0                | —                     | —                     | 25    | 2     |
| Deportivo Alavés · España    | 1.ª           | 2019-20       | 1     | 0     | —                | —                | —                     | —                     | 1     | 0     |
| Deportivo Alavés · España    | Total club    | Total club    | 43    | 2     | 5                | 0                | 0                     | 0                     | 48    | 2     |
| A. S. Monaco Francia         | 1.ª           | 2019-20       | 20    | 2     | 4                | 0                | —                     | —                     | 24    | 2     |
| A. S. Monaco Francia         | 1.ª           | 2020-21       | 28    | 5     | 3                | 0                | —                     | —                     | 31    | 5     |
| A. S. Monaco Francia         | 1.ª           | 2021-22       | 26    | 0     | 3                | 1                | 8                     | 0                     | 37    | 1     |
| A. S. Monaco Francia         | 1.ª           | 2022-23       | 26    | 3     | —                | —                | 7                     | 1                     | 33    | 4     |
| A. S. Monaco Francia         | 1.ª           | 2023-24       | 23    | 1     | 2                | 0                | —                     | —                     | 25    | 1     |
| A. S. Monaco Francia         | Total club    | Total club    | 123   | 11    | 12               | 1                | 15                    | 1                     | 150   | 13    |
| Torino · Italia              | 1.ª           | 2024-25       | 28    | 1     | 2                | 0                | —                     | —                     | 30    | 1     |
| Torino · Italia              | Total club    | Total club    | 28    | 1     | 2                | 0                | 0                     | 0                     | 30    | 1     |
| Total carrera                | Total carrera | Total carrera | 253   | 17    | 43               | 1                | 25                    | 1                     | 321   | 19    |
| 1. 2. 3.                     |               |               |       |       |                  |                  |                       |                       |       |       |

## Palmarés

### Títulos nacionales
| Título             | Equipo                     | País  | Año    |
| ------------------ | -------------------------- | ----- | ------ |
| Primera División   | C. D. Universidad Católica | Chile | 2016-C |
| Supercopa de Chile | C. D. Universidad Católica | Chile | 2016   |
| Primera División   | C. D. Universidad Católica | Chile | 2016-A |

## Faceta empresarial
En enero de 2023, Guillermo Maripán inició una nueva faceta empresarial. En su primer paso en este ámbito, apostó por la economía chilena y medioambiental al adquirir un porcentaje de Photio, una empresa que, a través de la nanotecnología, crea un aditivo descontaminante que limpia y mejora la calidad del aire mediante una réplica del proceso de fotosíntesis de los árboles.
En agosto de 2023, Guillermo Maripán se unió como inversor de Smert Group, una de las startups de seguridad más premiadas del último año, y además pasó a formar parte del comité de dirección de la compañía.